# Roeland Fernhout
 (octobre 2018).
Si vous disposez d'ouvrages ou d'articles de référence ou si vous connaissez des sites web de qualité traitant du thème abordé ici, merci de compléter l'article en donnant les références utiles à sa vérifiabilité et en les liant à la section « Notes et références ».
Roeland Fernhout, né le 18 avril 1972 à Tilbourg, est un acteur néerlandais.

## Biographie
Il commence sa carrière cinématographique en 1991 à l'âge de 19 ans.

## Filmographie
- 1991 : Hotel Amor
- 1993 : Diamant (nl) : Jeroen Zadelhof
- 1995 : Petite Sœur de Robert Jan Westdijk : Ramon[2]
- 1996 : Blind Date (nl) de Theo van Gogh[3]
- 1998 : Siberia (en) de Robert Jan Westdijk : Goof[4]
- 1999 : Suzy Q (nl) de Martin Koolhoven[5]
- 2003 : Phileine Says Sorry (en) de Robert Jan Westdijk : Jules[6]
- 2004 : Love Trap (nl) de Ruud van Hemert
- 2007 : Kicks (nl) de Albert ter Heerdt
- 2007 : Breath (nl) de Margien Rogaar : Arend[7]
- 2008 : Bride Flight de Ben Sombogaart : Stewart KLM[8]
- 2014 : Scrap Wood War (nl) de Margien Rogaar[9]
- 2014 : Dummie de Mummie (nl) de Pim van Hoeve : Klaas Guts[10]
- 2015 : Popoz (nl) de Martijn Smits et Erwin van den Eshof[11]
- 2015 : Hallo bungalow (nl) de Anne de Clercq : Jurgen[12]
- 2015 : Michiel de Ruyter de Roel Reiné : Cornelis de Witt[13]
- 2015 : Dummie the Mummy and the Sphinx of Shakaba (nl) de Pim van Hoeve : Klaas Guts[14]
- 2016 : Brasserie Valentine (nl) de Sanne Vogel[15]
- 2016 : A Real Vermeer de Rudolf van den Berg : Theo van der Pas[16]
- 2016 : Houvast de Charlotte Scott-Wilson
- 2017 : Dummie the Mummy and the tomb of Achnetoet (nl) de Pim van Hoeve : Klaas Guts[17]
- 2017 : Voor elkaar gemaakt (nl) de Martijn Heijne : Ralph[18]